# Theresa (Wisconsin)
Theresa es una villa ubicada en el condado de Dodge en el estado estadounidense de Wisconsin. En el Censo de 2010 tenía una población de 1.262 habitantes y una densidad poblacional de 592,77 personas por km².

## Geografía
Theresa se encuentra ubicada en las coordenadas 43°31′0″N 88°27′14″O / 43.51667, -88.45389. Según la Oficina del Censo de los Estados Unidos, Theresa tiene una superficie total de 2.13 km², de la cual 2.07 km² corresponden a tierra firme y (2.68%) 0.06 km² es agua.

## Demografía
Según el censo de 2010, había 1.262 personas residiendo en Theresa. La densidad de población era de 592,77 hab./km². De los 1.262 habitantes, Theresa estaba compuesto por el 97.46% blancos, el 0.4% eran afroamericanos, el 0.55% eran amerindios, el 0.24% eran asiáticos, el 0% eran isleños del Pacífico, el 0.63% eran de otras razas y el 0.71% pertenecían a dos o más razas. Del total de la población el 1.74% eran hispanos o latinos de cualquier raza.